# 一个人的战争
《一个人的战争》是林白的一部长篇小说，最初发表于1994年第2期的《花城》杂志。后来该书又再版过多回。书中叙事由记忆碎片拼凑而成，女性人物带有一定程度的病态，并有一些性描写。当时作家本人对发表该作品也没有信心。小说推出后收到很大争议，现在被认为是90年代女性主义文学的代表作之一，已被《中国现代文学史》等大学教材收录。
小说由“我”五六岁时抚摸身体认识欲望写起，之后写她少年学习经历，然后漂泊四方，经历一场恋爱挫折，还被迫堕胎。大故事中穿插了一些副线。在“我”的叙事中，还加入对一个女子的旁观。这个名叫多米的女子沉迷于阅读和写作，这些都影响了她对爱情的理解。书中描写爱情偏重于精神层面，多米独自讲述着对“N”的迷恋。不过最后她认识到那个男人只在乎她肚里孩子的消失，“我”也认识到当年自己的可笑。